# جين كيسي
جين كيسي (بالإنجليزية: Jayne Casey)‏ هي مغنية بريطانية، ولدت في 6 ديسمبر 1956 في والاسي في المملكة المتحدة.

## وصلات خارجية
- جين كيسي على موقع IMDb (الإنجليزية)
- جين كيسي على موقع ميوزك برينز (الإنجليزية)
- جين كيسي على موقع ديسكوغز (الإنجليزية)